# Саравак (река)
Саравак (малайск. Sungai Sarawak) — река на северо-западе острова Калимантан (штат Саравак, Малайзия).
Длина реки составляет 120 км, площадь бассейна — 2459 км².

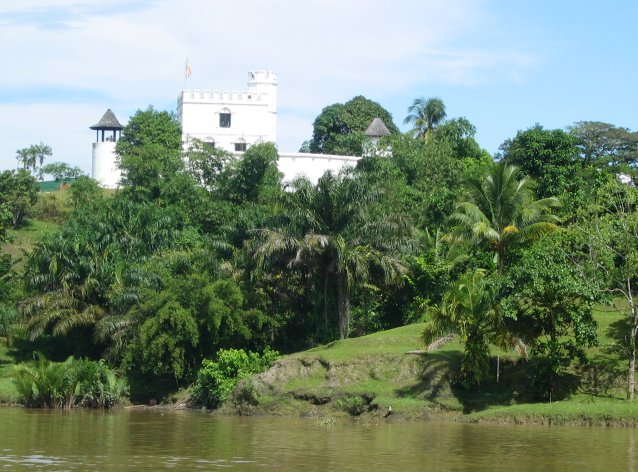
Форт Маргерита на берегу реки

Саравак берёт начало недалеко от малайско-индонезийской границы, течёт на север, где и впадает в Южно-Китайское море. Чуть выше устья на реке стоит город Кучинг. Вдоль всего русла реки расположены многочисленные поселения малайцев.
В Кучинге на реке возведены защитные сооружения и система шлюзов, через Саравак перекинут мост. Строительство осуществлялось в 1990-х гг. Система нужна для защиты горожан от нередких разливов реки.
Многоводна в течение года. На реке ежегодно проводится регата.
Возле Кучинга на берегу реки стоит форт Маргерита, сооружённый в 1879 году, во времена английского колониального владычества.